# Jana Bloc
Jana Bloc, född 3 maj 1975 i Gustavsfors i Västra Götalands län, var en svensk varmblodig travhäst. Hon tränades och kördes av Ove R. Andersson, verksam vid Årjängstravet.
Jana Bloc började tävla som fyraåring och var under första halvan av 1980-talet en av de bästa travhästarna i Sverige. Hon sprang in 443 250 kronor på 111 starter varav 57 segrar, 19 andraplatser och 5 tredjeplatser. Hon tog karriärens största seger i Olympiatravet (1982). Hon kom även på andraplats i Harald Westlins Minneslopp (1983). Rekordet 1.14,5a är från hennes femteplats i Årjängs Stora Sprinterlopp (1984) då The Onion slog banrekord med 1.13,4a.
Efter avslutad tävlingskarriär fick Jana Bloc fem avkommor men ingen av dem blev den riktigt stora stjärnan, dock blev några av dem gedigna tävlingshästar.